# 前田栄次郎
前田 栄次郎（まえだ えいじろう、1874年〈明治7年〉7月2日 - 1961年〈昭和36年〉12月31日）は、京都府出身の実業家。
建設業界の実力者である。朝鮮や満州で事業を展開した後、前田組を設立して鉄道建設などで財を成した。1933年（昭和8年）には長野県北佐久郡軽井沢町に日本初の貸別荘である前田郷を創業した。

## 来歴

### 青年期

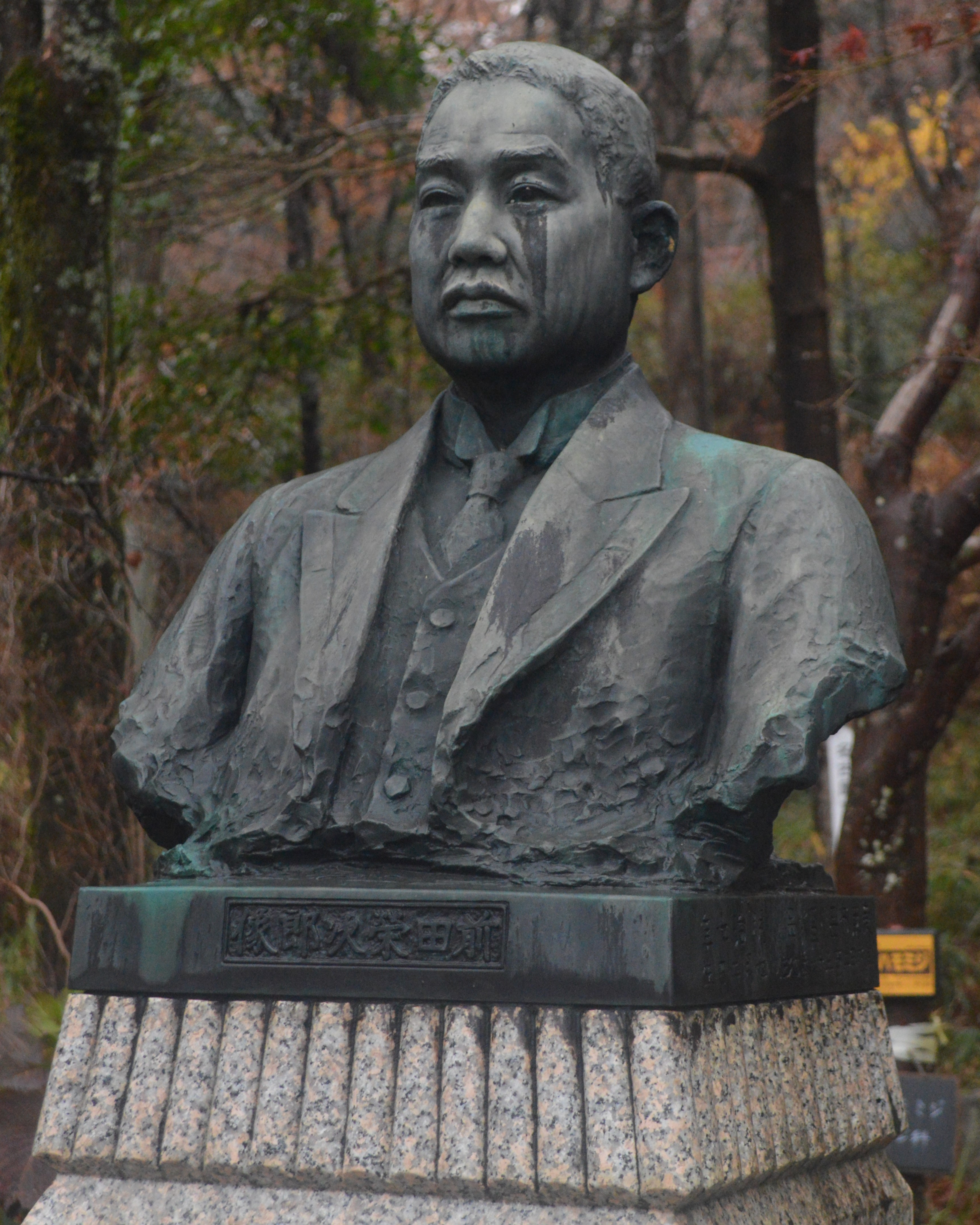
前田公園にある胸像

1874年（明治7年）7月2日、京都府の淀川河畔に生まれた。土木技師だった父親の前田健助が出張中だったことで出生届の提出が遅れ、戸籍上は1877年（明治10年）1月2日生まれとなっている。後に本籍地を愛知県西加茂郡猿投村越戸（現・豊田市）に移したことで、西加茂郡越戸村出身とされることもある。
1881年（明治14年）、西加茂郡越戸村の越戸村小学校に入学した。父親が学問の必要性を軽んじていたことから、前田は正規の教育を受けていない。1888年（明治21年）には初めて家業の土木・建築請負業に従事したとされ、1891年（明治24年）の北陸線第六工区が初陣とされる。独立前に前田が従事した現場は、北陸線、関西鉄道大河原隧道、京都鉄道2工区、中央東線6工区、奈良鉄道線路改良、鹿児島線1工区・6工区などがあり、地元である西三河地方の矢作川堤防、籠川堤防などの事業にも携わった。

### 戦前

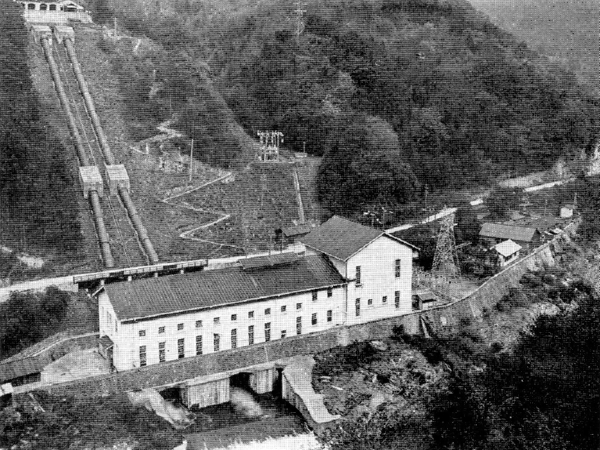
前田組が請け負った串原発電所

1901年（明治34年）10月には当局の許可を受け、親元から独立して土木・建築請負業を創業した。鉄道作業局建設部の指名業者となってからは鹿児島周辺の工事の施工に携わることが多く、肥薩線の宮松隧道や瀬比良山隧道などを手掛けている。
日露戦争が勃発した1904年（明治37年）2月には京釜線の軍用速成工事の特命を受け、朝鮮半島に渡って工事に従事した。1905年（明治38年）6月には第一補充兵として第3師団工兵隊に召集されたが、同年9月にポーツマス条約が締結されたことで除隊となった。なお、1902年（明治35年）4月12日には上郷村の収入役に就任したが、補充兵に召集された時点で辞任している。
1907年（明治40年）3月には南満州鉄道株式会社の指名資格を取得して満州国進出を企てた。1910年（明治43年）9月には南朝鮮の鎮海に資本金20万円で立花商会を創業し、材木の取り扱いや貸家の経営を行った。1912年（明治45年）には慶尚南道と全羅南道で50町歩の新田開発にも携わっている。
1915年（大正4年）には青島軍政署、鉄道連隊、海軍要港、山東鉄道監理部の指定請負人となった。同年8月にはいったん帰国して東京市に拠点とし、芝公園に小林長兵衛や亀割安蔵とともに日本工業を設立して専任理事となった。1920年（大正9年）4月には東京市に請負業の前田組合資会社を創業した。1921年（大正10年）10月14日、これまでの日本国有鉄道に関する工事請負の功労として鉄道大臣から表彰を受けた。
前田組として請け負った工事としては、紀勢西線2工区、霧ケ洞蕨沢隧道、東京電力高瀬川送電線、明石駅改築、八高線、西木原線などがある。電力関係では名古屋電灯株式会社の矢作川串原水力工事、郡山水力電気株式会社の水路工事、揖斐川電力株式会社の揖斐川水路工事、木曽川電気製鉄株式会社の矢作川第二水路工事、大同電力株式会社の読書水路隧道工事などを請け負っている。

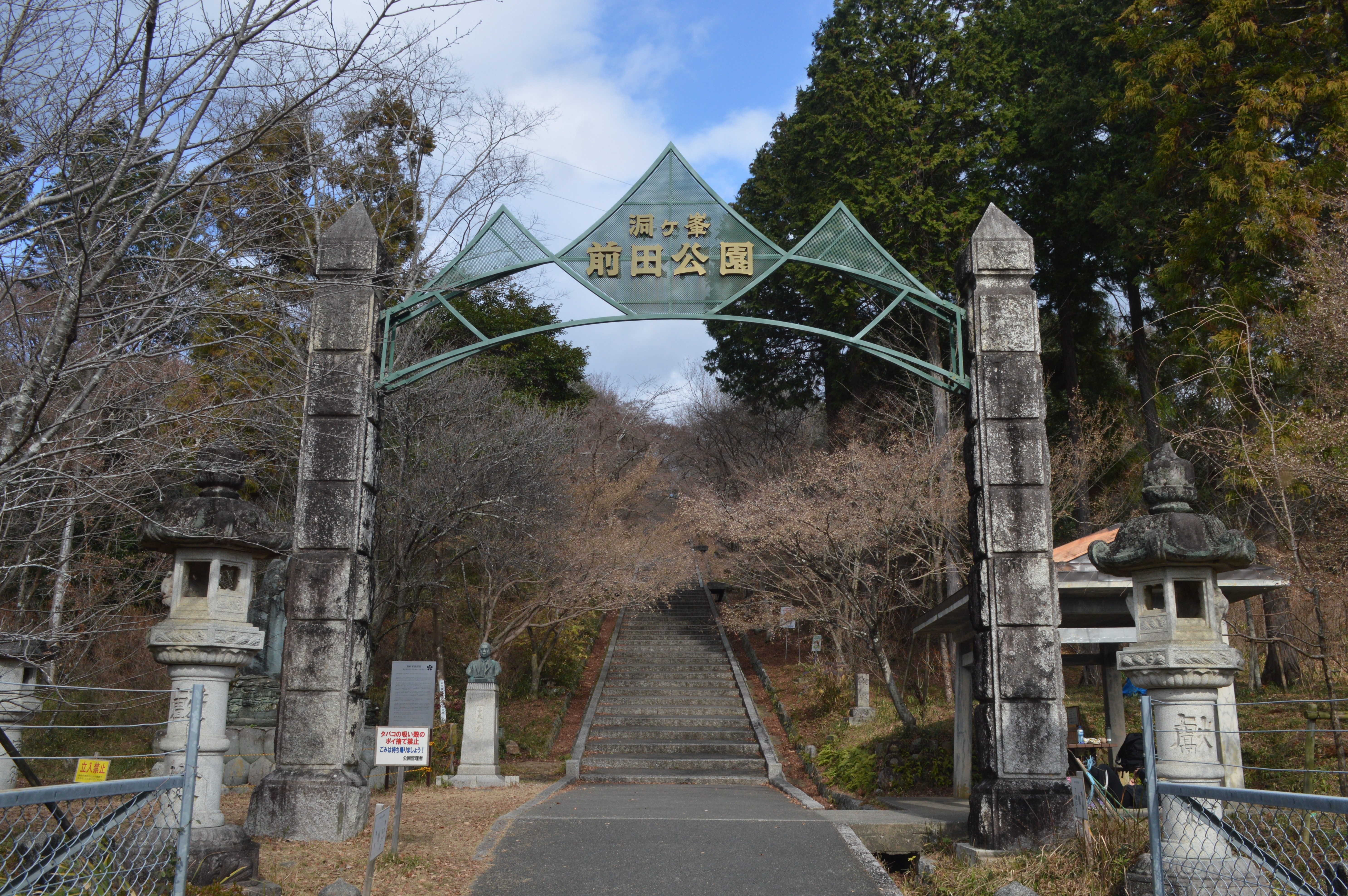
愛知県豊田市の前田公園

1923年（大正12年）9月1日の関東大震災の際には、東京市芝区西久保巴町の自宅が被災したが、前田自身は神戸市に出張中で無事だった。同年12月25日、芝区田村町6番地にバラック建ての住居と事務所を再建した。震災後には主として九段坂や靖国神社周辺の復興工事に従事した。1925年（大正14年）12月、芝区愛宕町2-1番地に鉄筋造2階建ての防火建築で住居と事務所を建設した。1927年（昭和2年）2月には長女が陸軍軍人の小林誠一と帝国ホテルで挙式した。
1929年（昭和4年）には東京府荏原郡品川町北品川3丁目231に住居を建設した。1931年（昭和6年）8月1日に前田組を退社して引退し、全国の土木建築業者の統制に着手した。1932年（昭和7年）には故郷の猿投村にある越戸天満宮、灰宝神社、胸形神社を復興し、灰宝神社には鉄筋コンクリート造の宝物庫を建設した。
1933年（昭和8年）には長野県北佐久郡軽井沢町の土地を購入し、日本初の貸別荘である前田郷を創業した。同じく1933年（昭和8年）、猿投村の洞ケ峯山頂に聖観世音菩薩像を安置し、その他にも多数の像や碑などを配置した前田公園を開設した。1937年（昭和12年）10月20日には吉野信次商工大臣が請負人統制の許可を行い、全国の請負業者が談合の不安なく営業できるようになった。
太平洋戦争中の1942年（昭和17年）には長野県北佐久郡軽井沢町に貸別荘の深山荘を建設し、戦時中には駐日スイス公使のカミーユ・ゴルジェなどが深山荘に疎開した。1945年（昭和20年）8月15日にはスイス公使館職員とともに玉音放送（終戦の詔書）を聴いている。1944年（昭和19年）には熱田神宮、名古屋城、大須観音の各宝物を灰宝神社の宝物庫に疎開させ、終戦後には直ちに返却した。

### 戦後

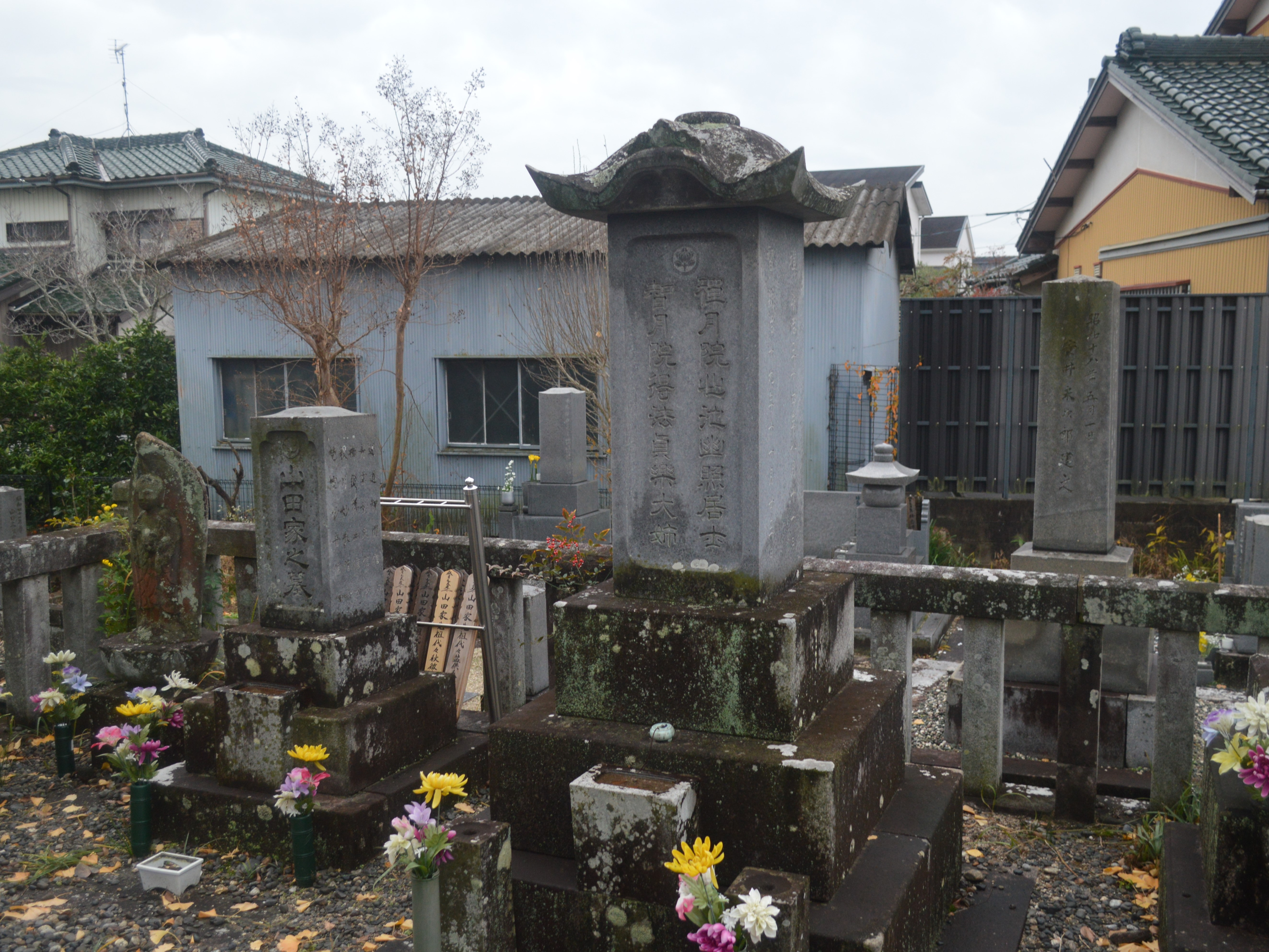
前田栄次郎の墓（阿弥陀院）

戦後には軽井沢町に老人軽井沢発展促進会や親善協会を設立し、多数の政財界人などと交流した。1951年（昭和26年）3月には軽井沢町を国際親善文化観光都市とする許可を受け、1952年（昭和27年）には雅叙園ホテルで軽井沢親善協会の発会式を開催した。
1961年（昭和36年）12月31日に静岡県熱海市で死去した。1962年（昭和37年）1月5日には熱海市西山に仮葬され、同年1月13日には神奈川県横浜市の總持寺本葬と告別式が行われた。豊田市越戸町の阿弥陀院にも前田の墓がある。

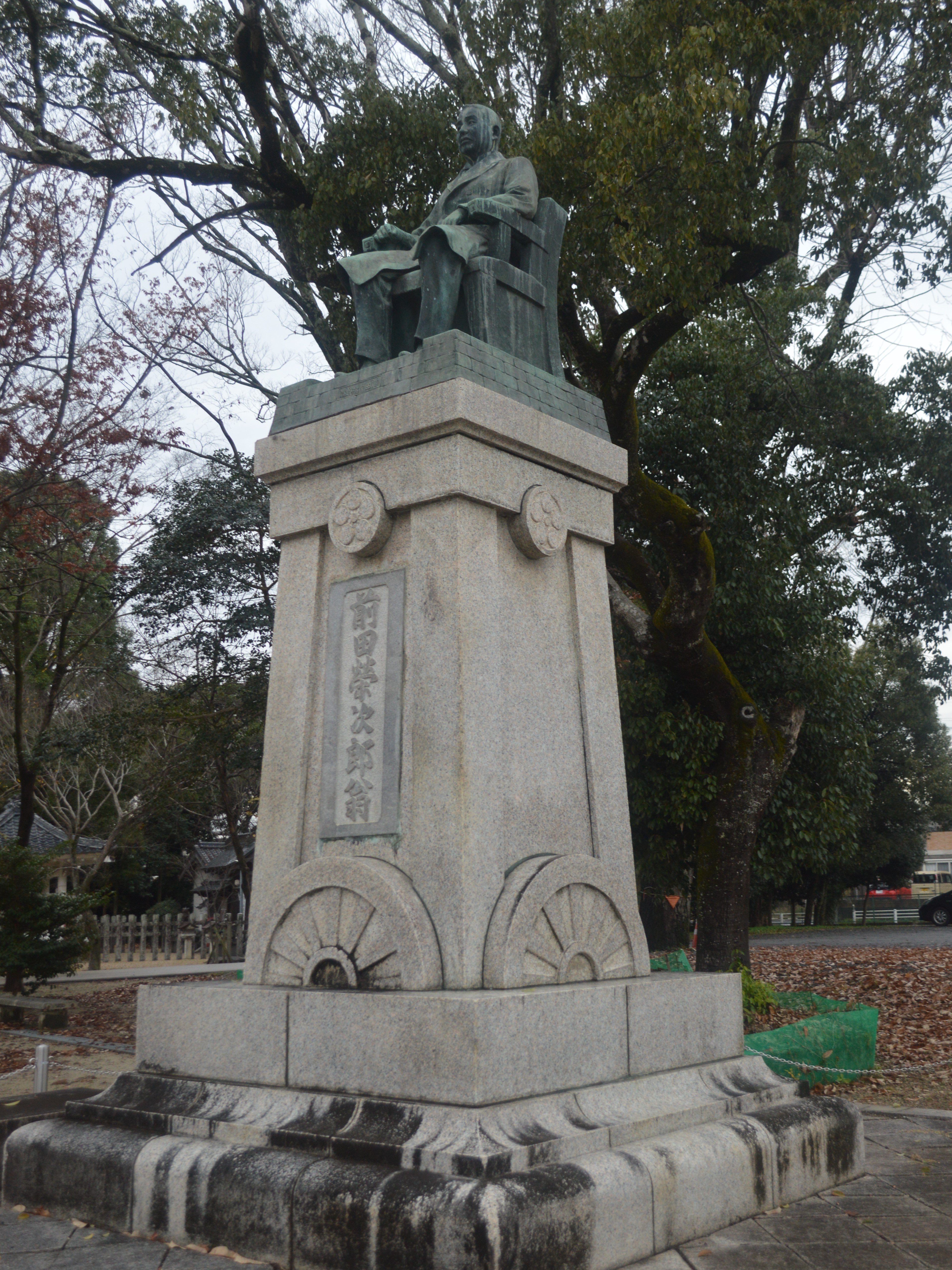
銅像「前田栄次郎翁」（灰宝神社）
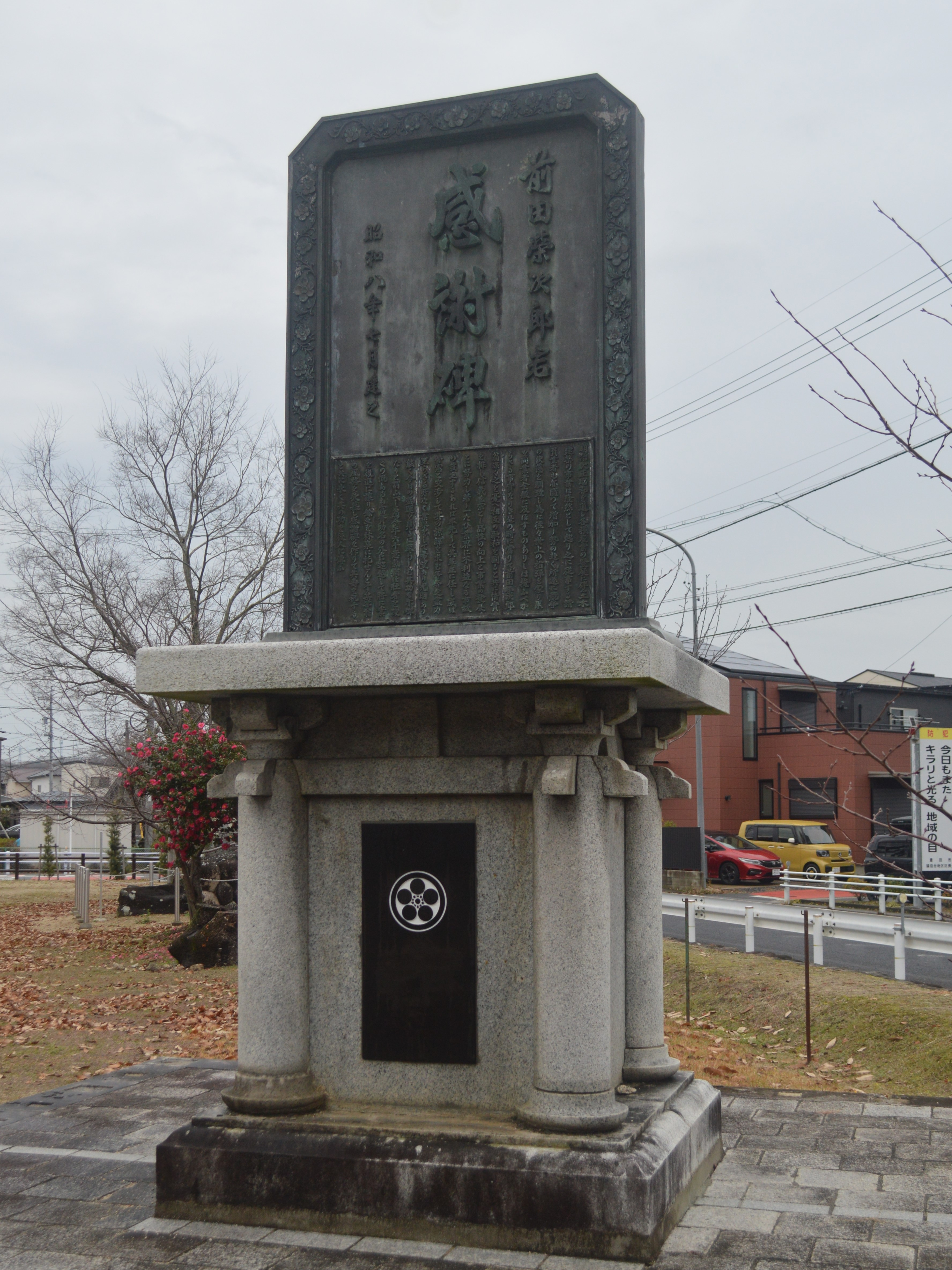
「前田栄次郎君感謝碑」（灰宝神社）
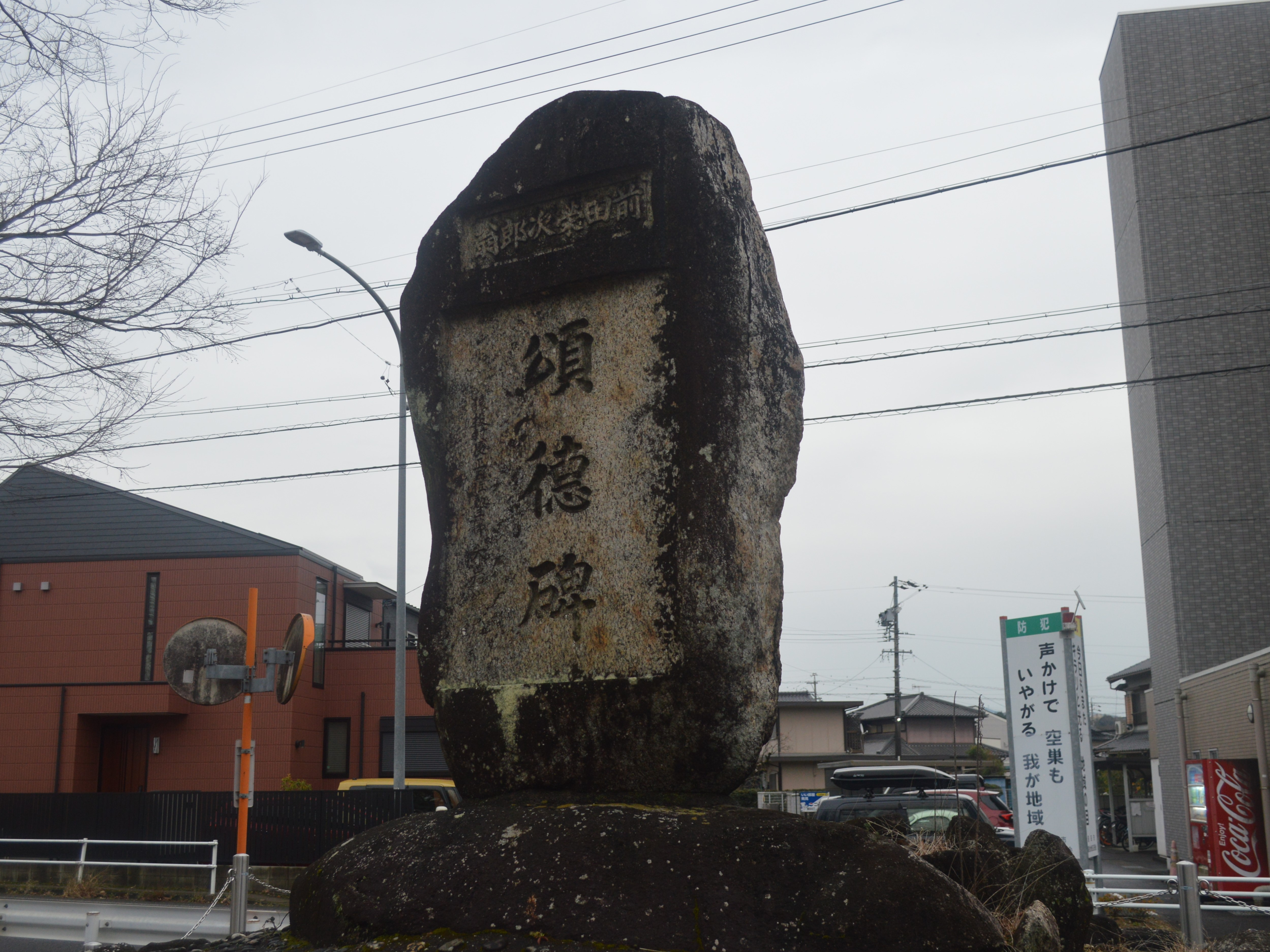
「前田栄次郎翁頌徳碑」（灰宝神社）

## 寄進

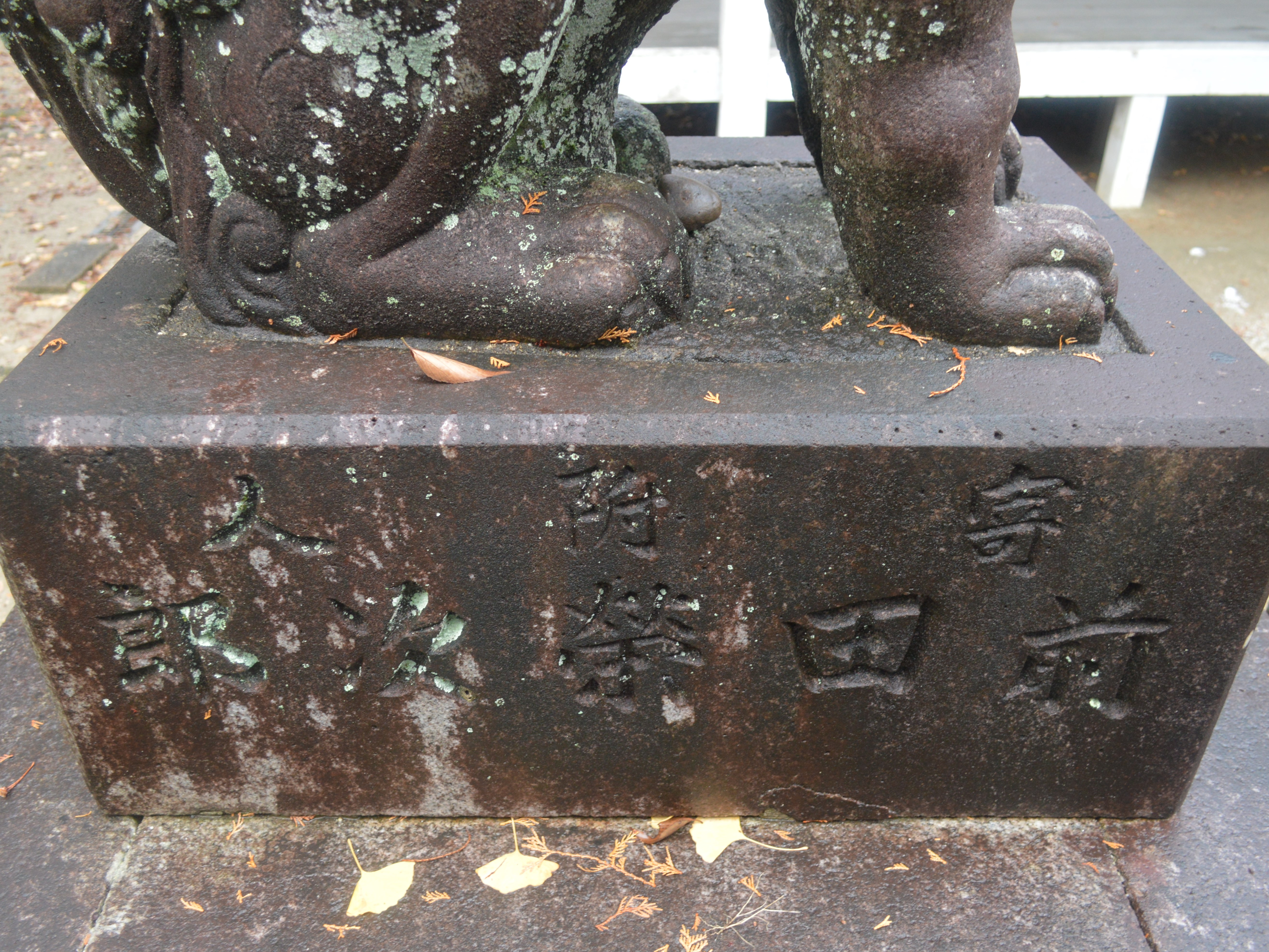
前田が寄進した狛犬の台座（胸形神社）

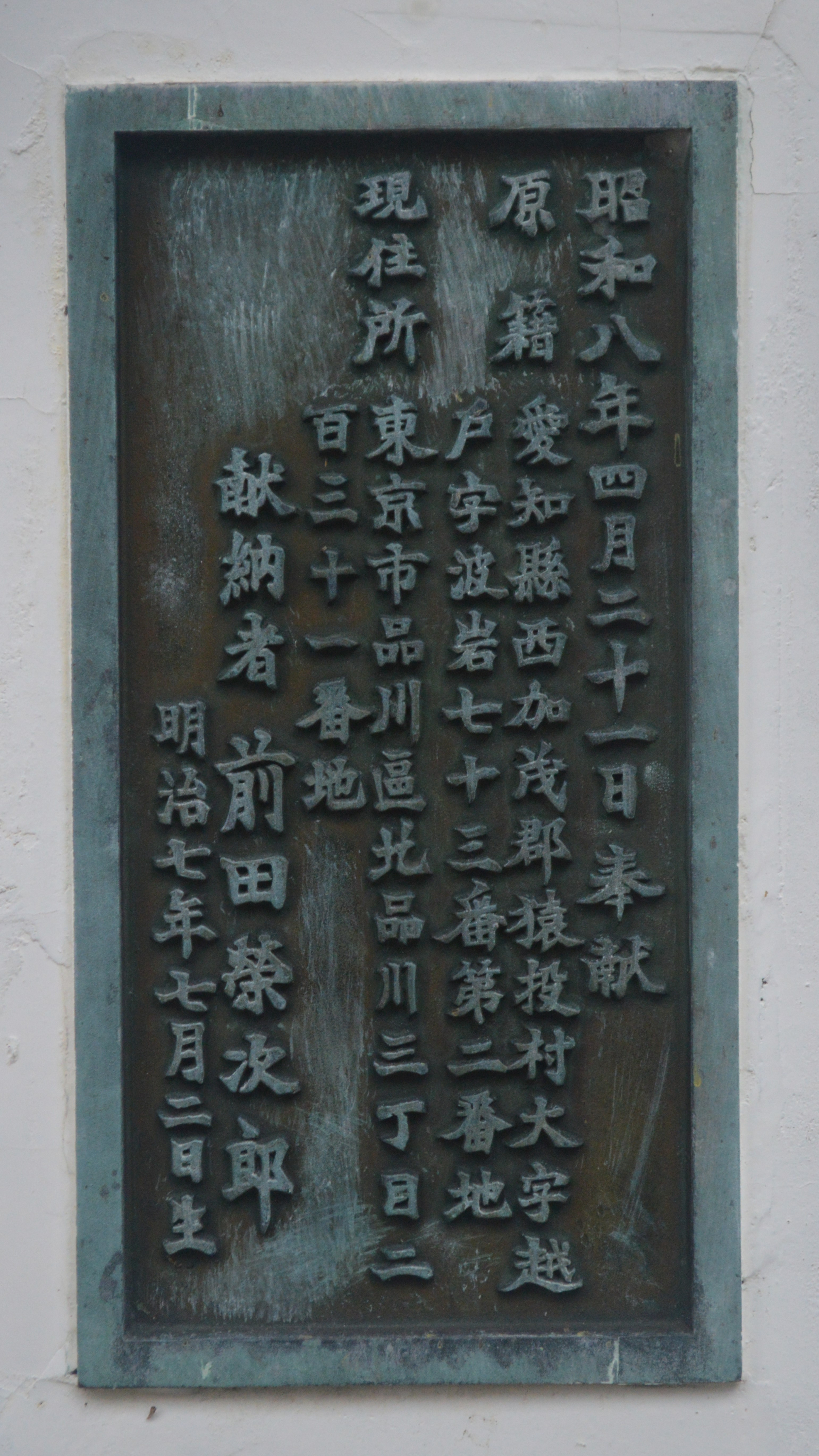
前田が寄進した拝殿の銅板（胸形神社）

1930年（昭和5年）以降の昭和恐慌を機に、神社仏閣を整備して敬神の念を高めることが精神の安寧に繋がるという考えの下、日本各地の神社仏閣に多数の寄進を行った。

### 越戸の神社の復興
- 1932年（昭和7年） - 愛知県西加茂郡猿投村の越戸天満宮を復興[1]
- 1932年（昭和7年） - 愛知県西加茂郡猿投村の灰宝神社を復興[1]
- 1932年（昭和7年） - 愛知県西加茂郡猿投村の胸形神社を復興[1]

### その他の寄進

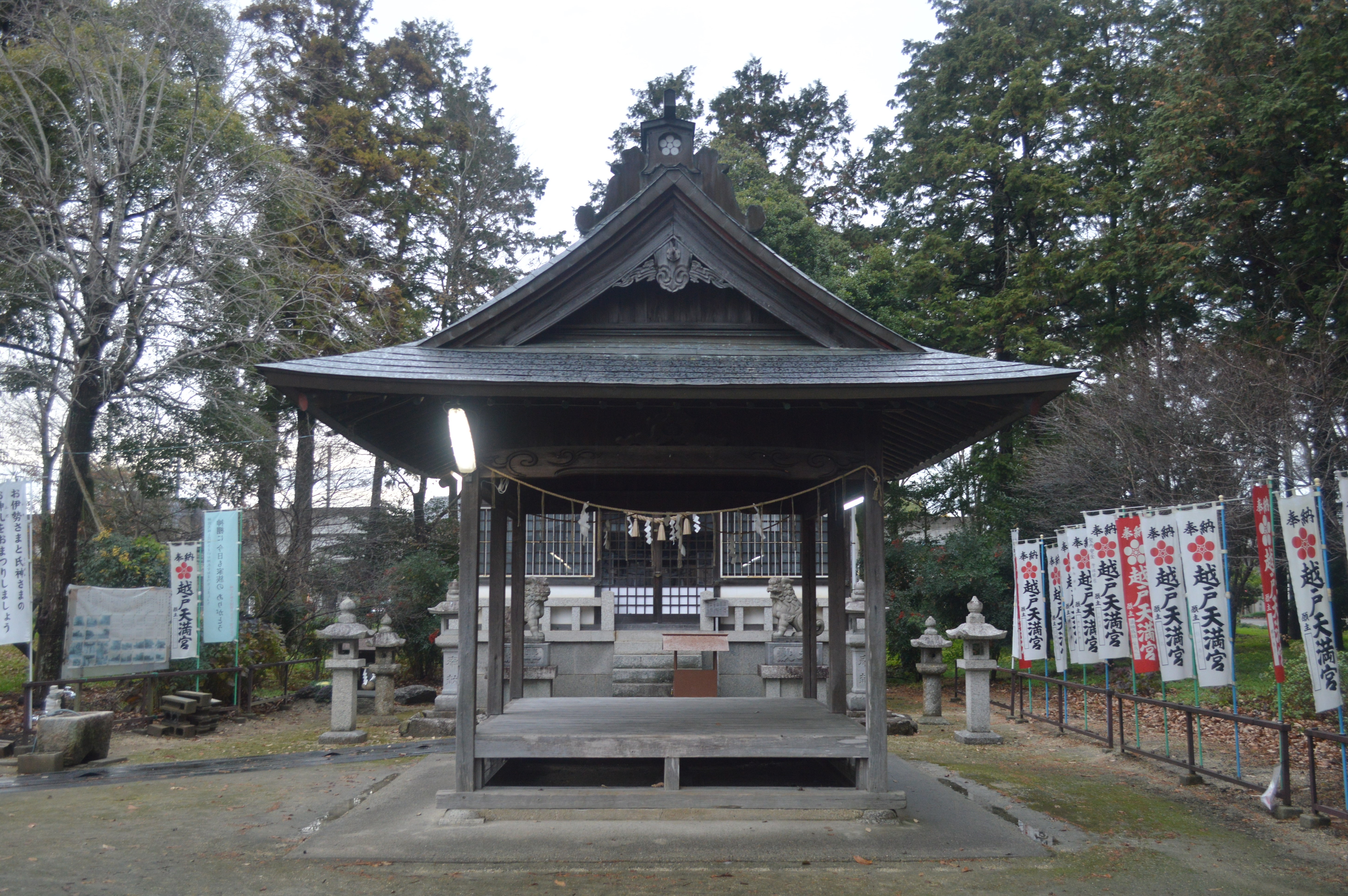
拝殿
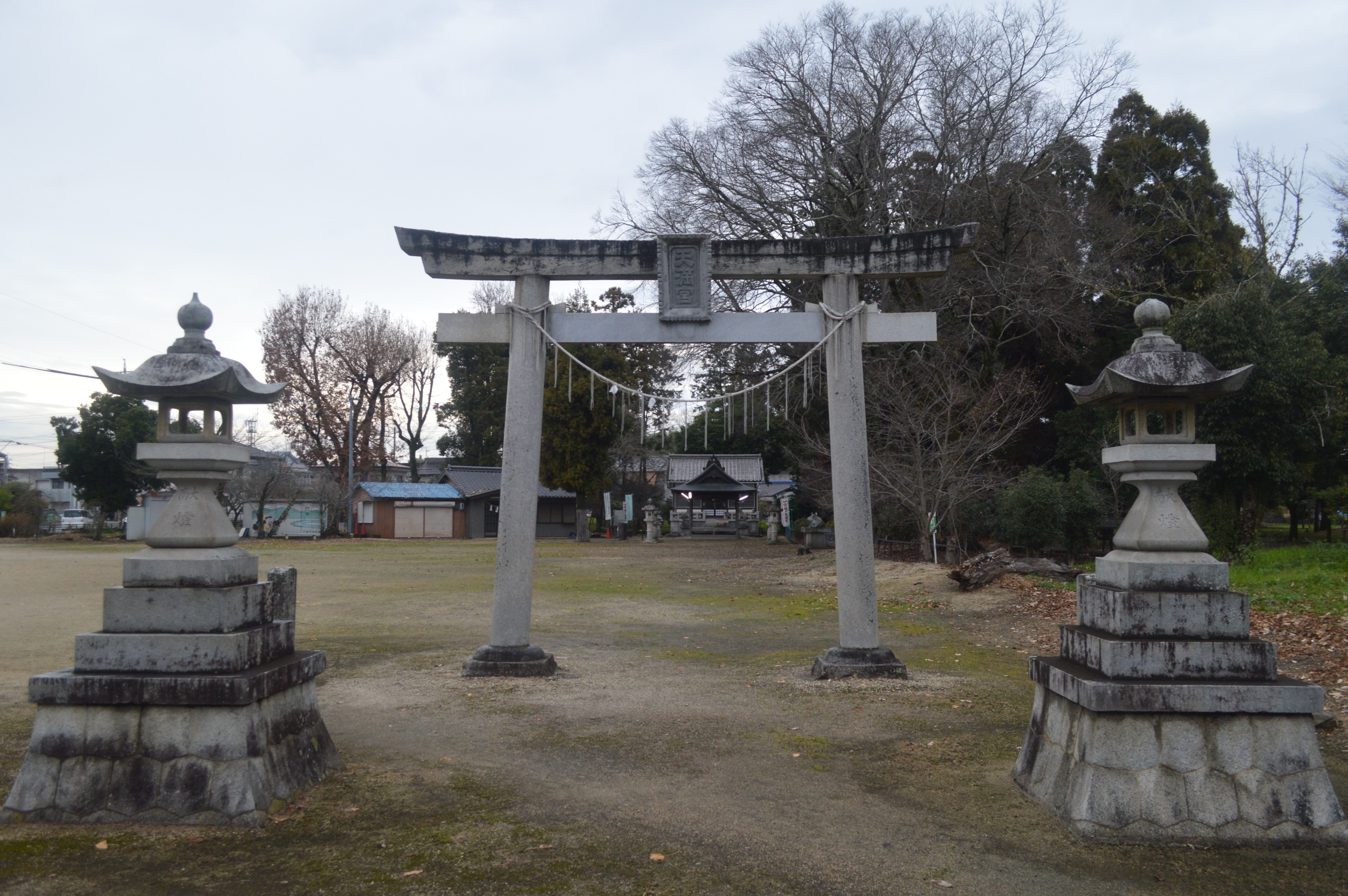
鳥居
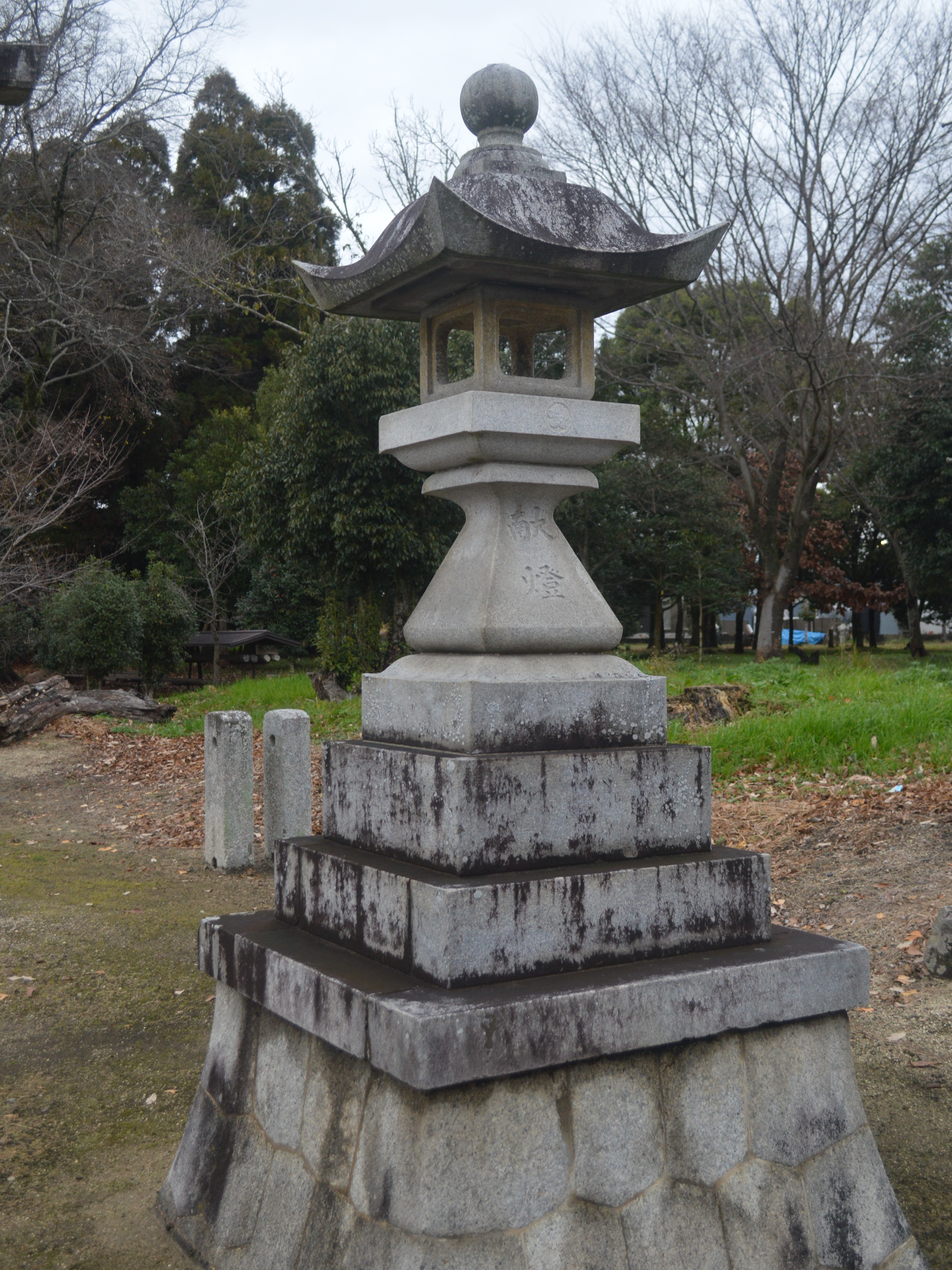
常夜燈
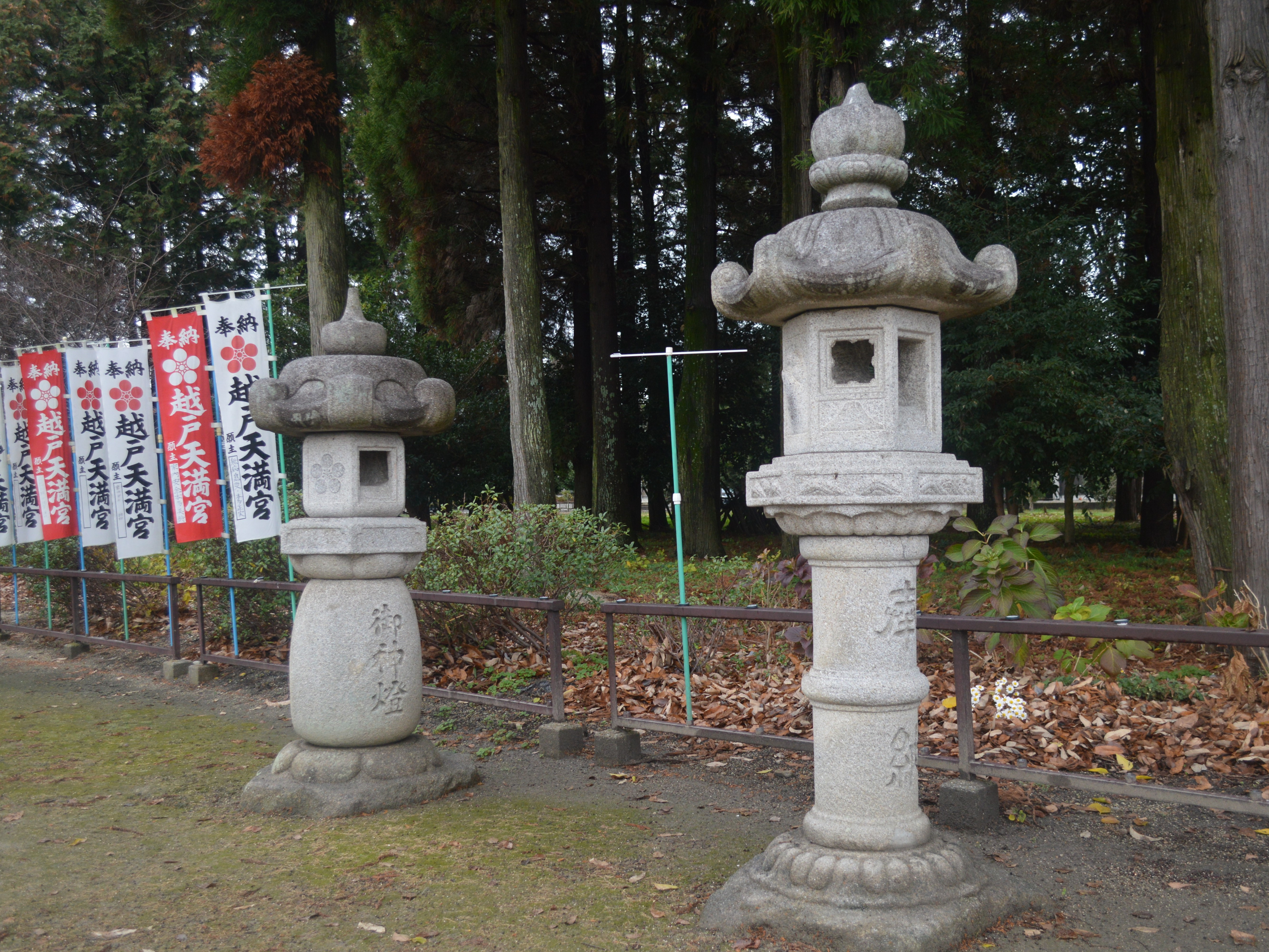
石灯籠
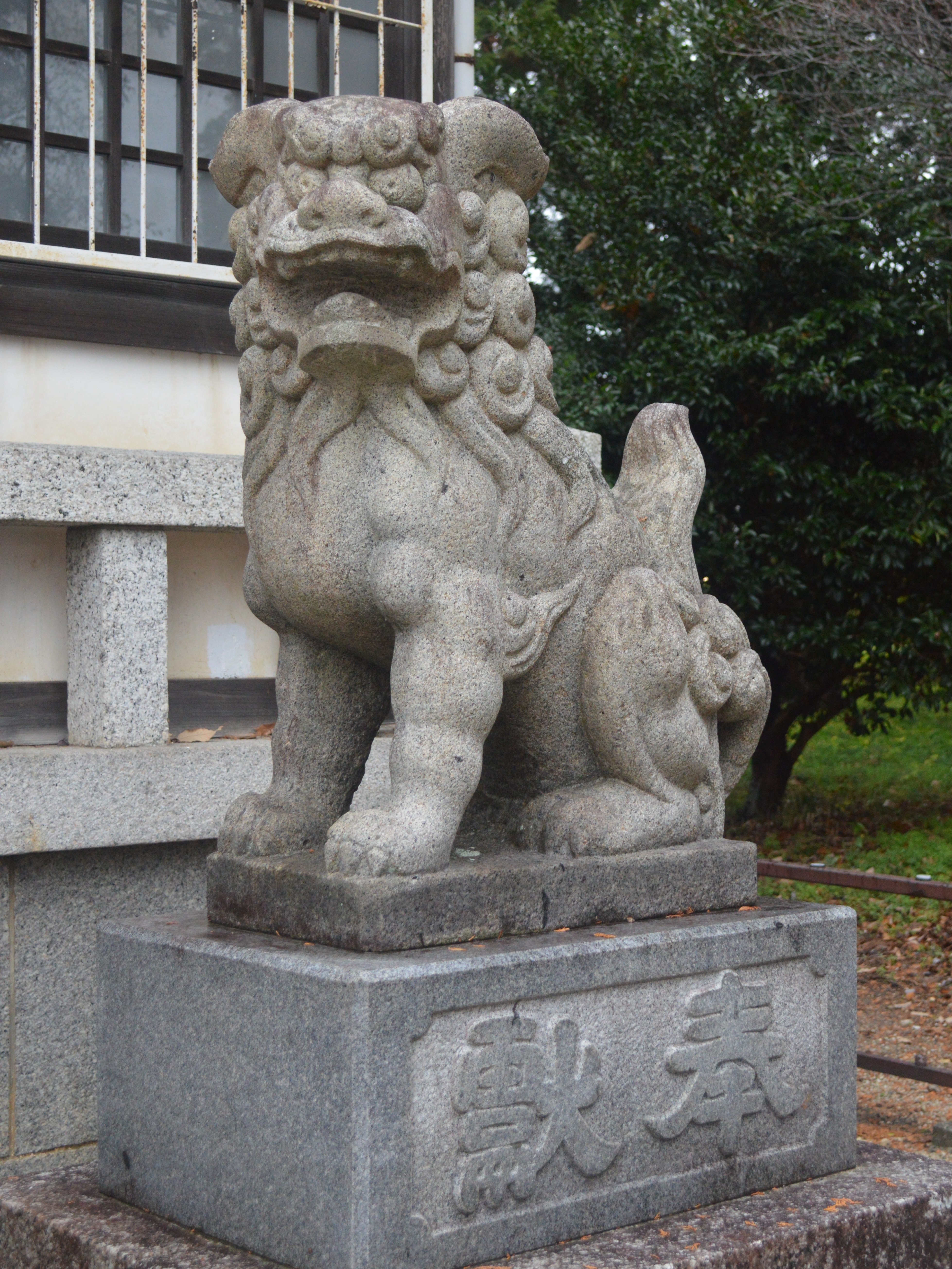
狛犬
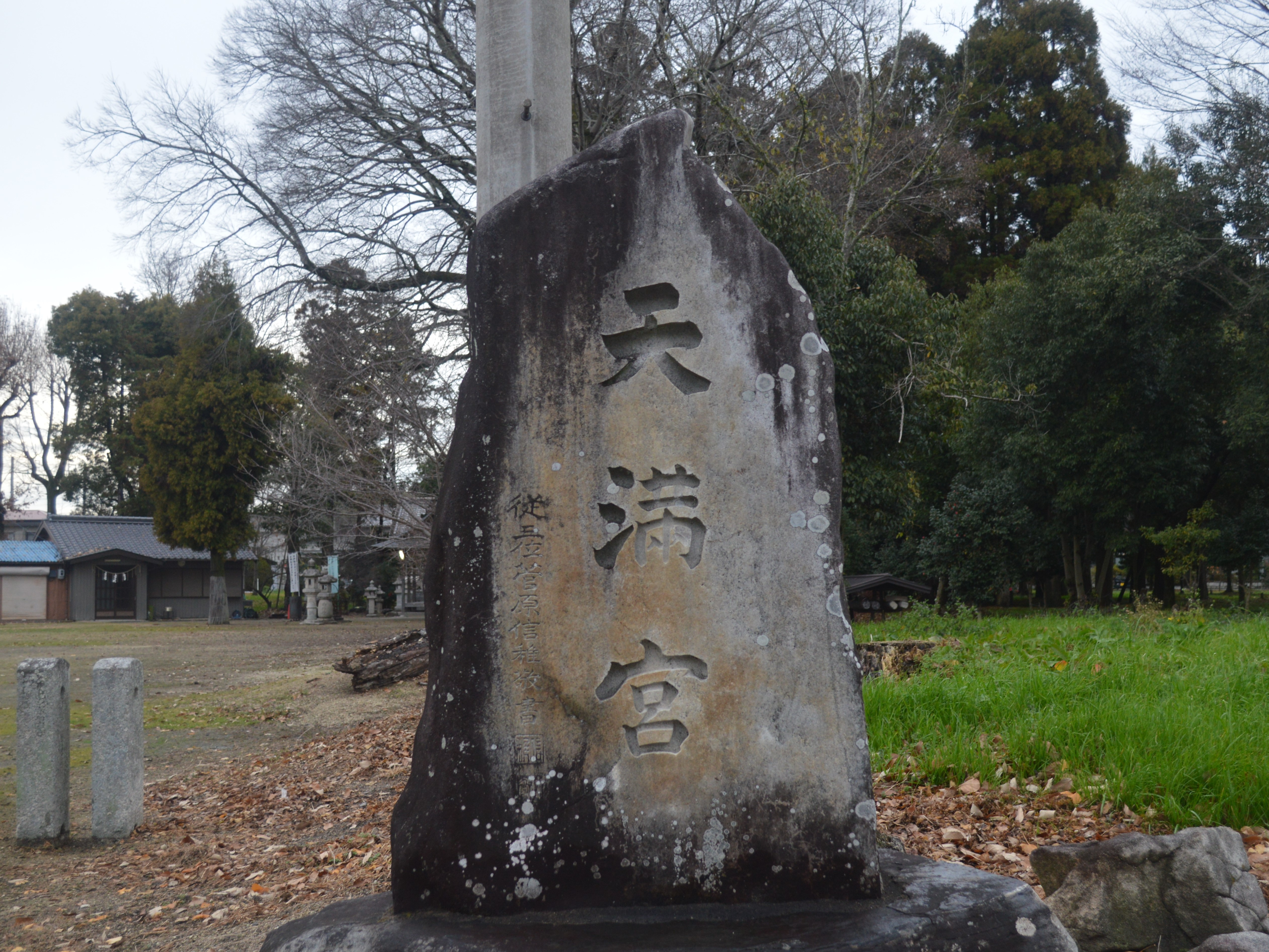
社号標

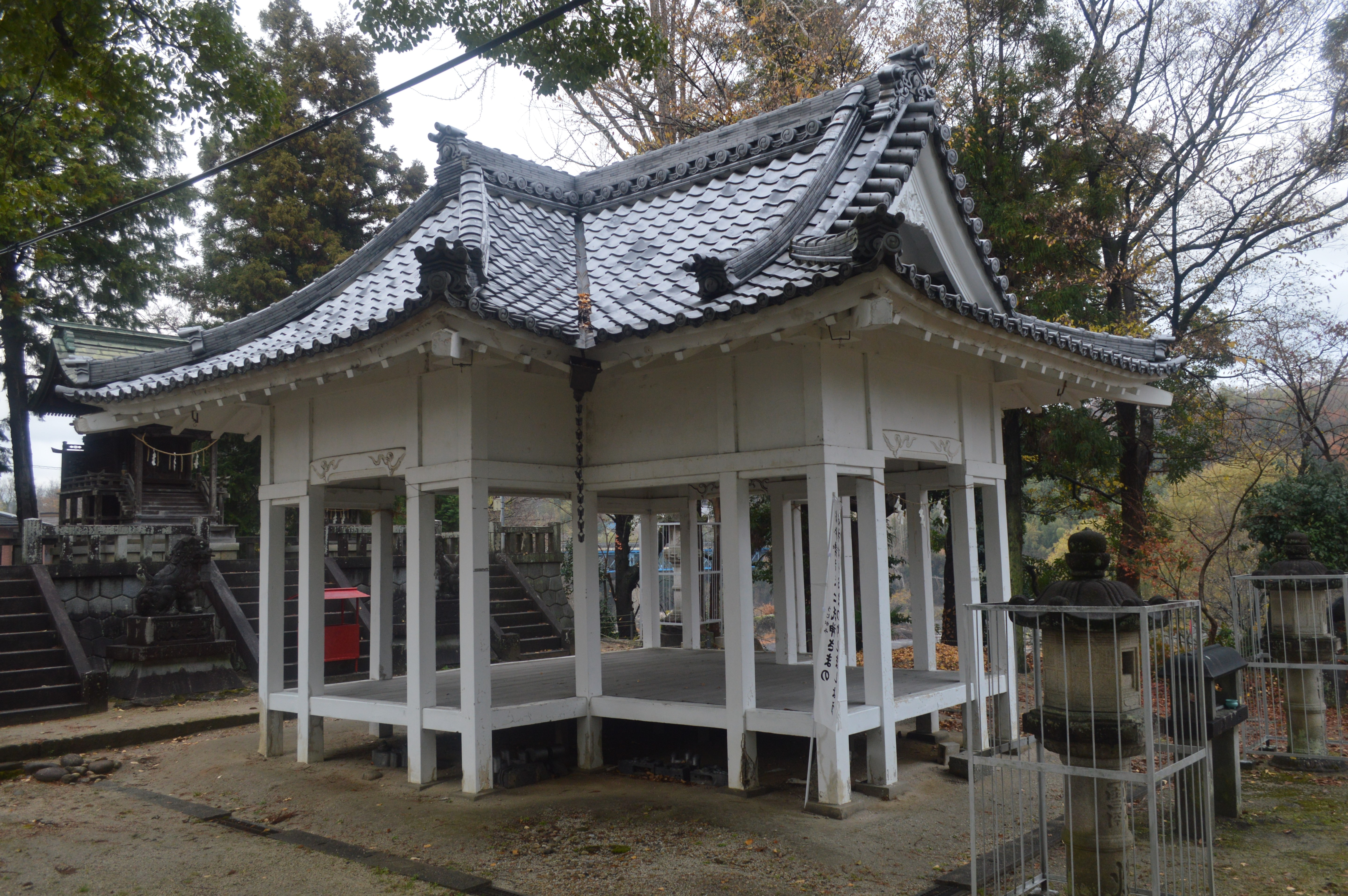
拝殿
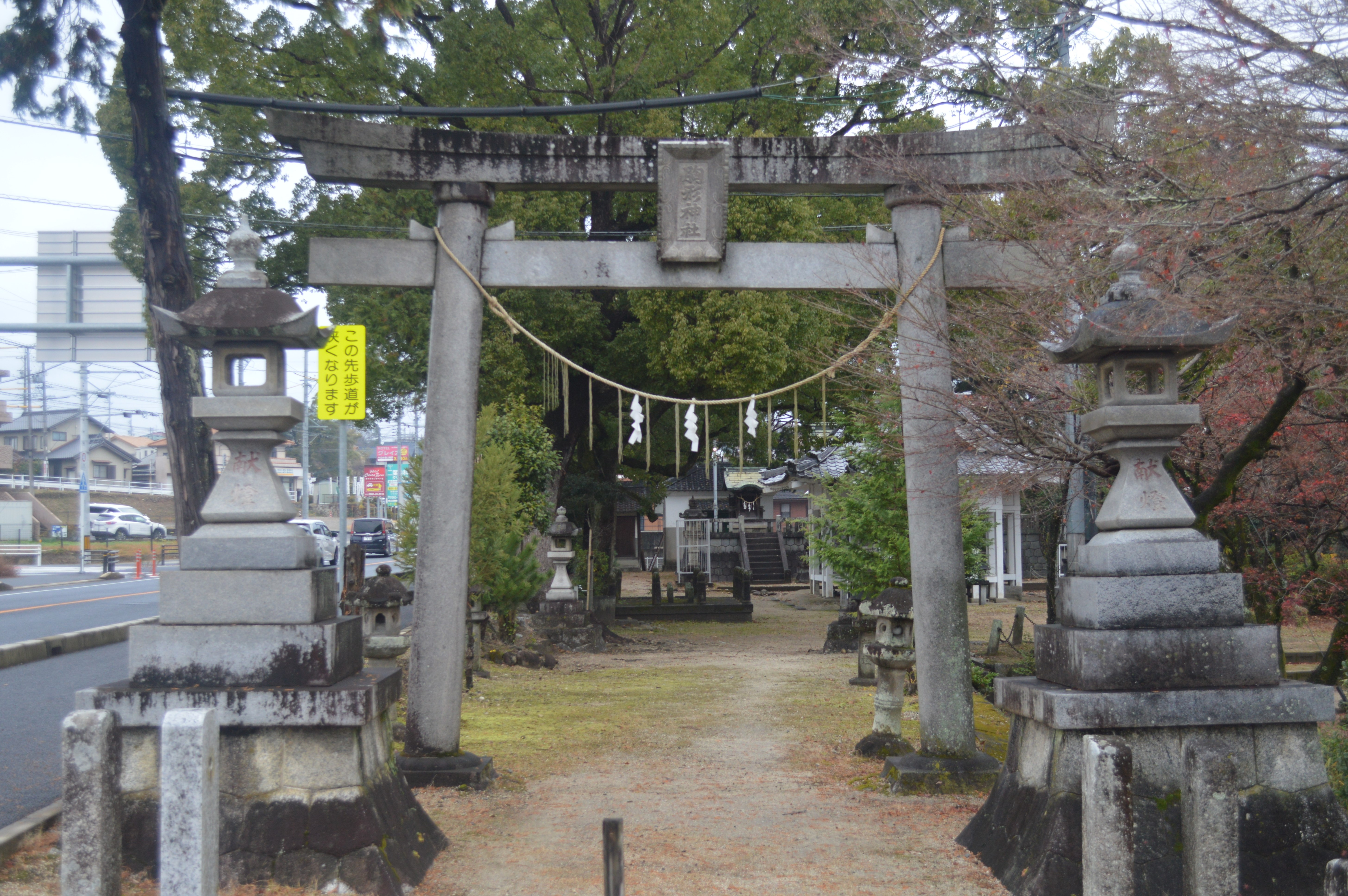
鳥居
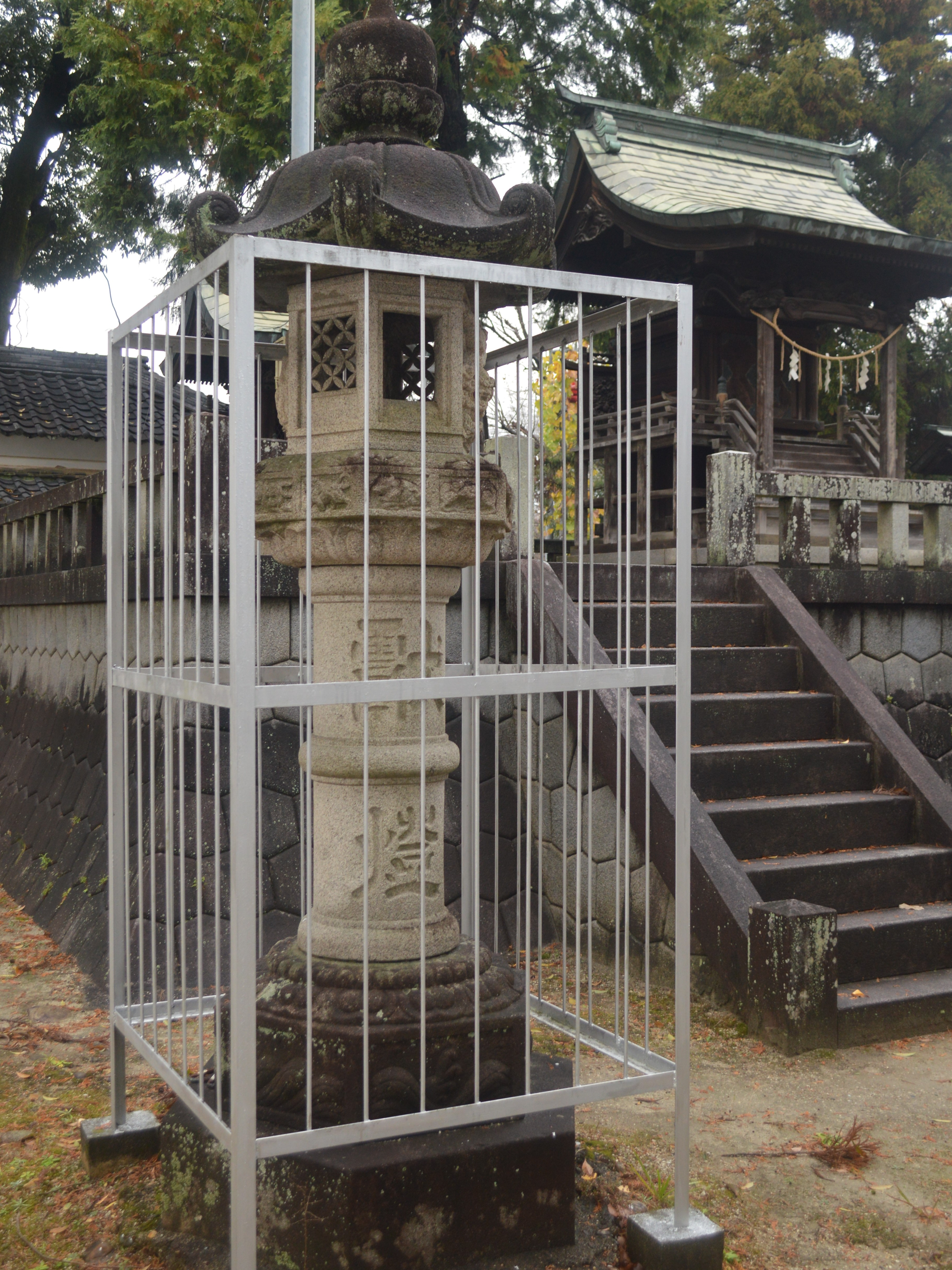
石灯籠
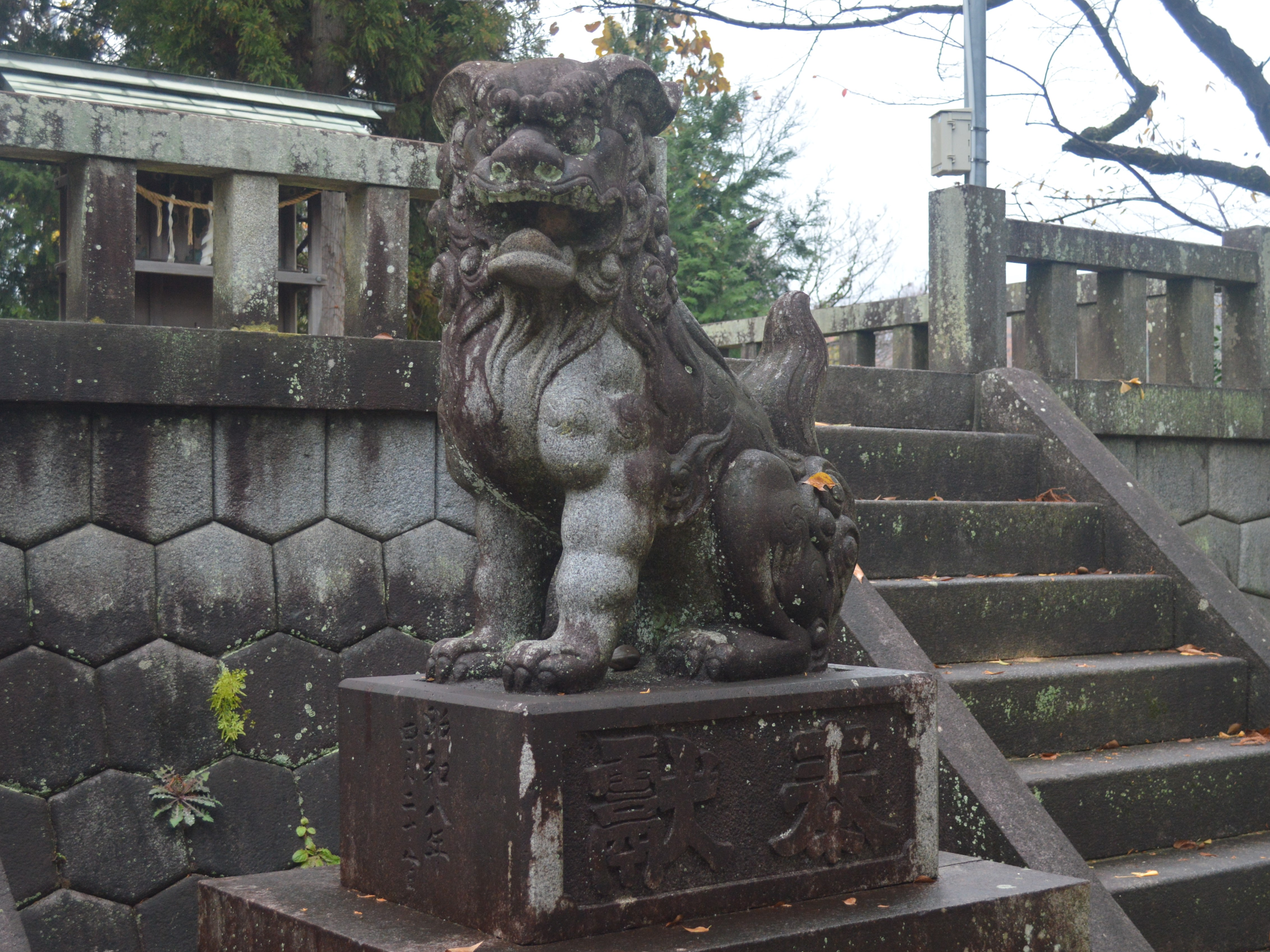
狛犬
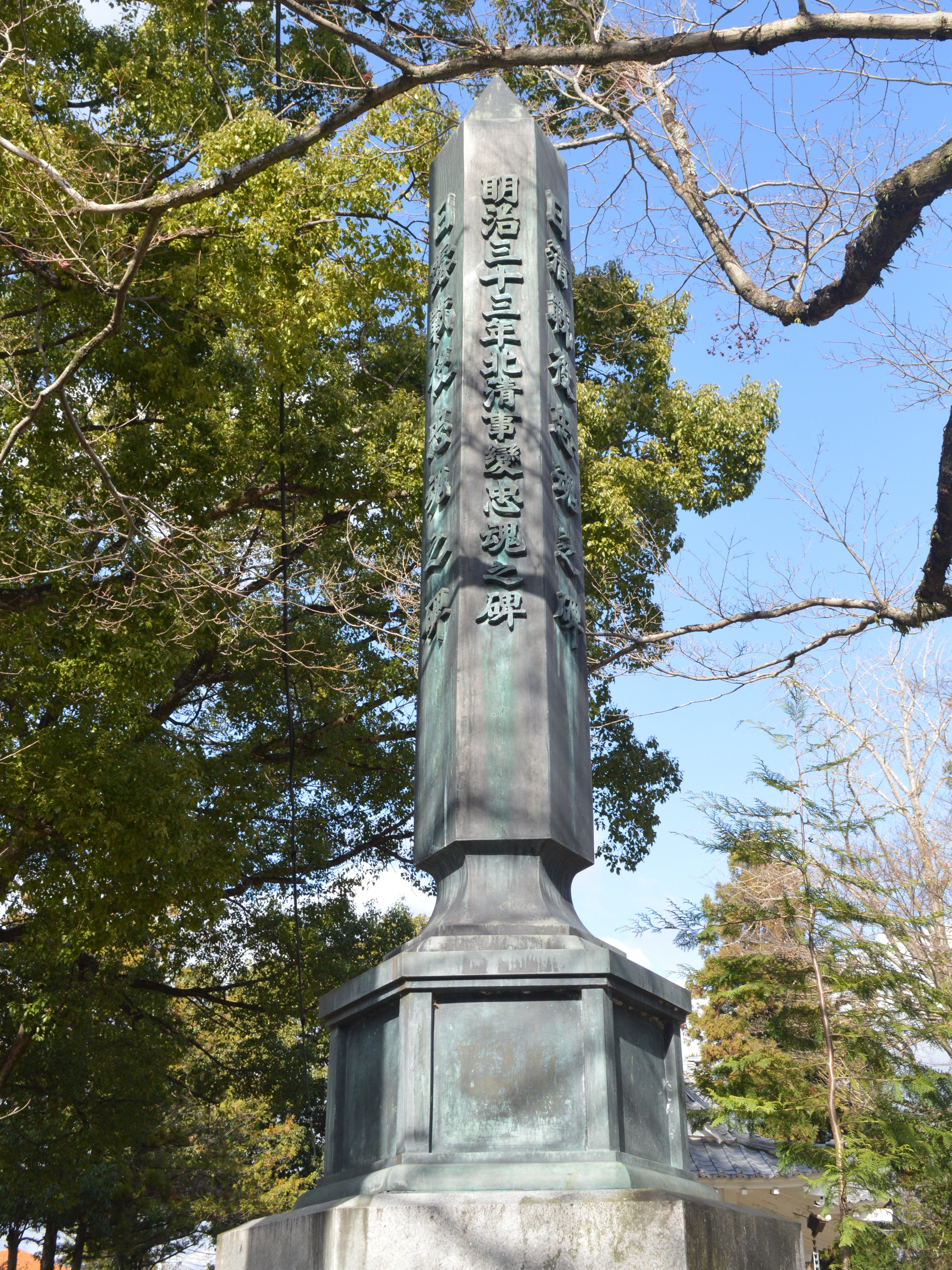
六面祈念碑
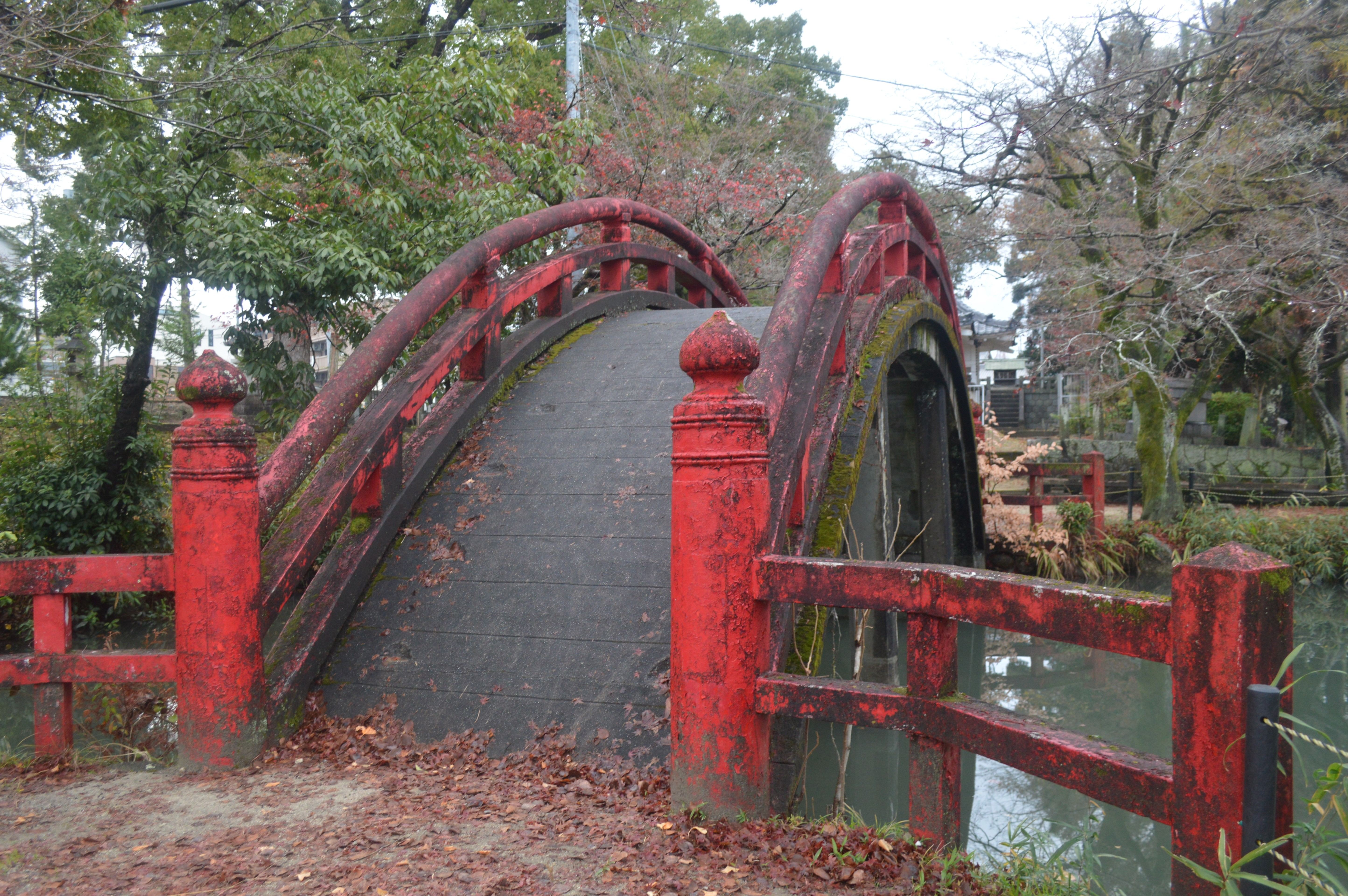
太鼓橋

- 1936年（昭和11年） - 東京市麹町区の靖国神社に石灯籠一対や玉垣を寄進[4]
- 1937年（昭和12年） - 香川県仲多度郡琴平町の金刀比羅宮に青銅鳥居を寄進[4]
- 1937年（昭和12年） - 福岡県筑紫郡太宰府町の太宰府天満宮に提灯100個を寄進[4]
- 1937年（昭和12年） - 愛知県西加茂郡猿投村の越戸天満宮に青銅鳥居一対を寄進[4]
- 1938年（昭和13年） - 三重県宇治山田市の伊勢神宮に青銅鳥居一対を寄進[4]
- 1939年（昭和14年） - 東京市芝区の愛宕神社に青銅燈籠一対と狛犬を寄進[4]
- 1939年（昭和14年） - 滋賀県大津市の延暦寺に青銅燈籠一対を寄進[4]
- 1939年（昭和14年） - 京都府京都市の八坂神社に青銅燈籠一対を寄進[4]

灰宝神社の寄進物

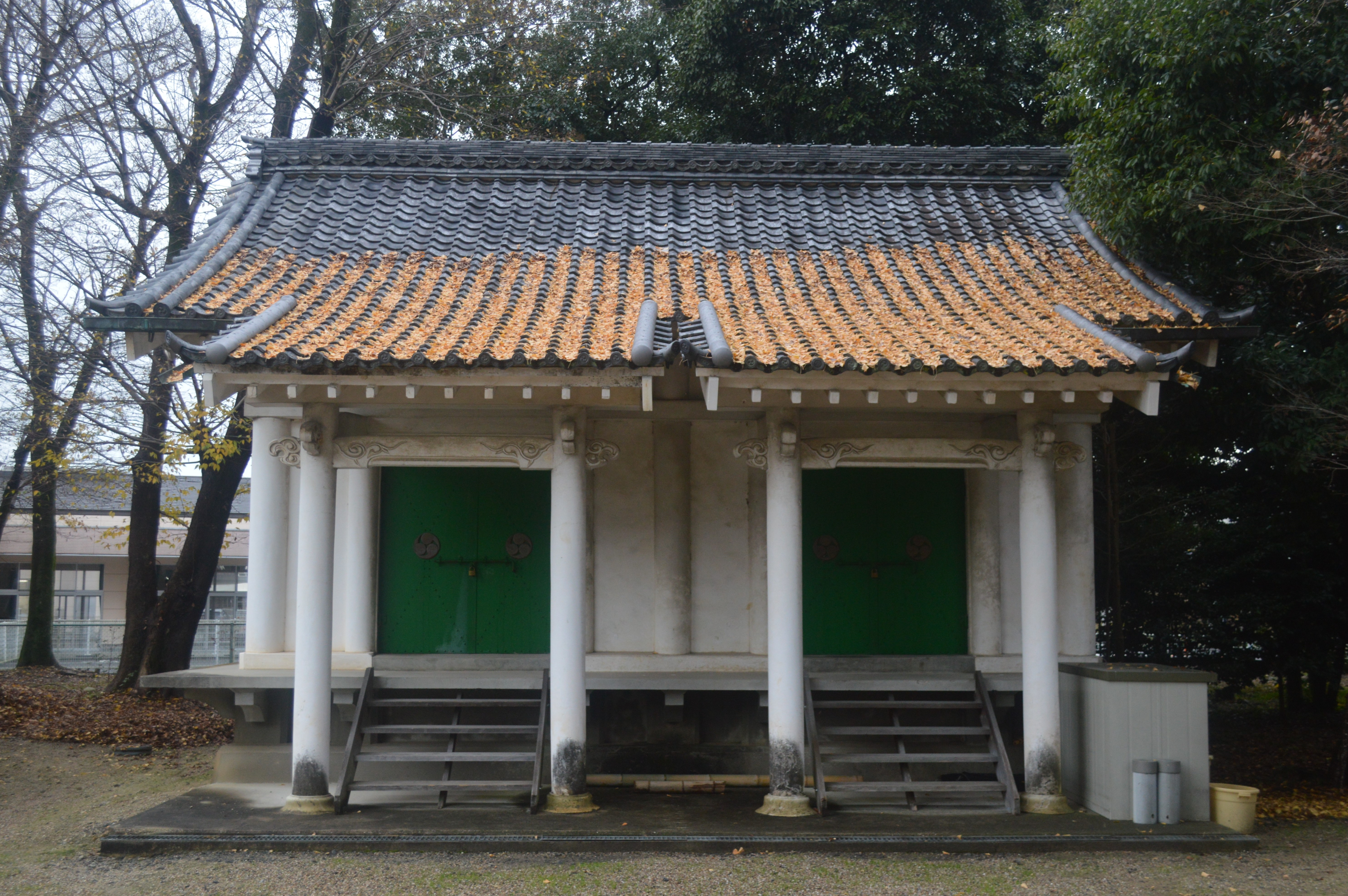
宝物庫
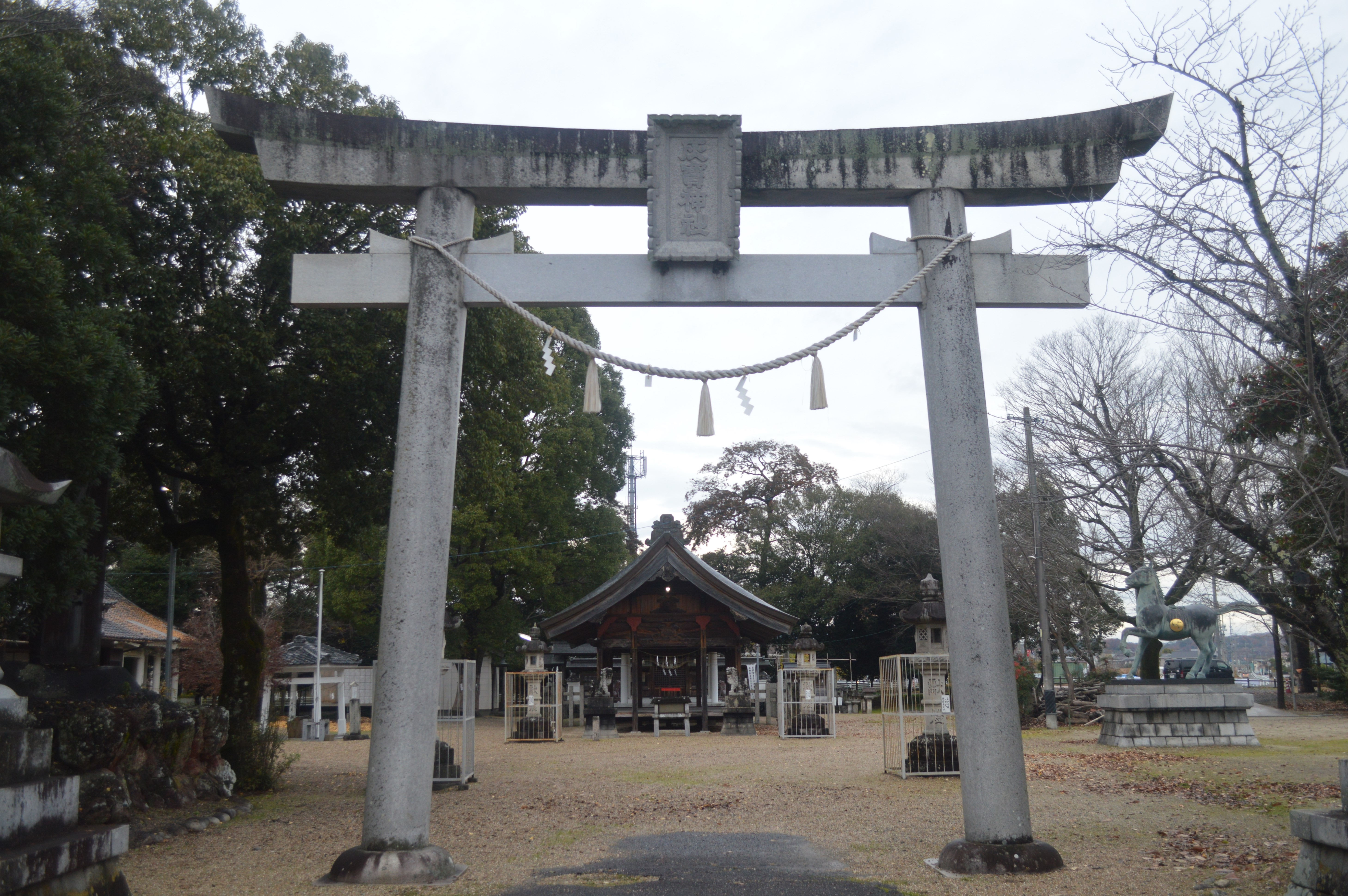
鳥居
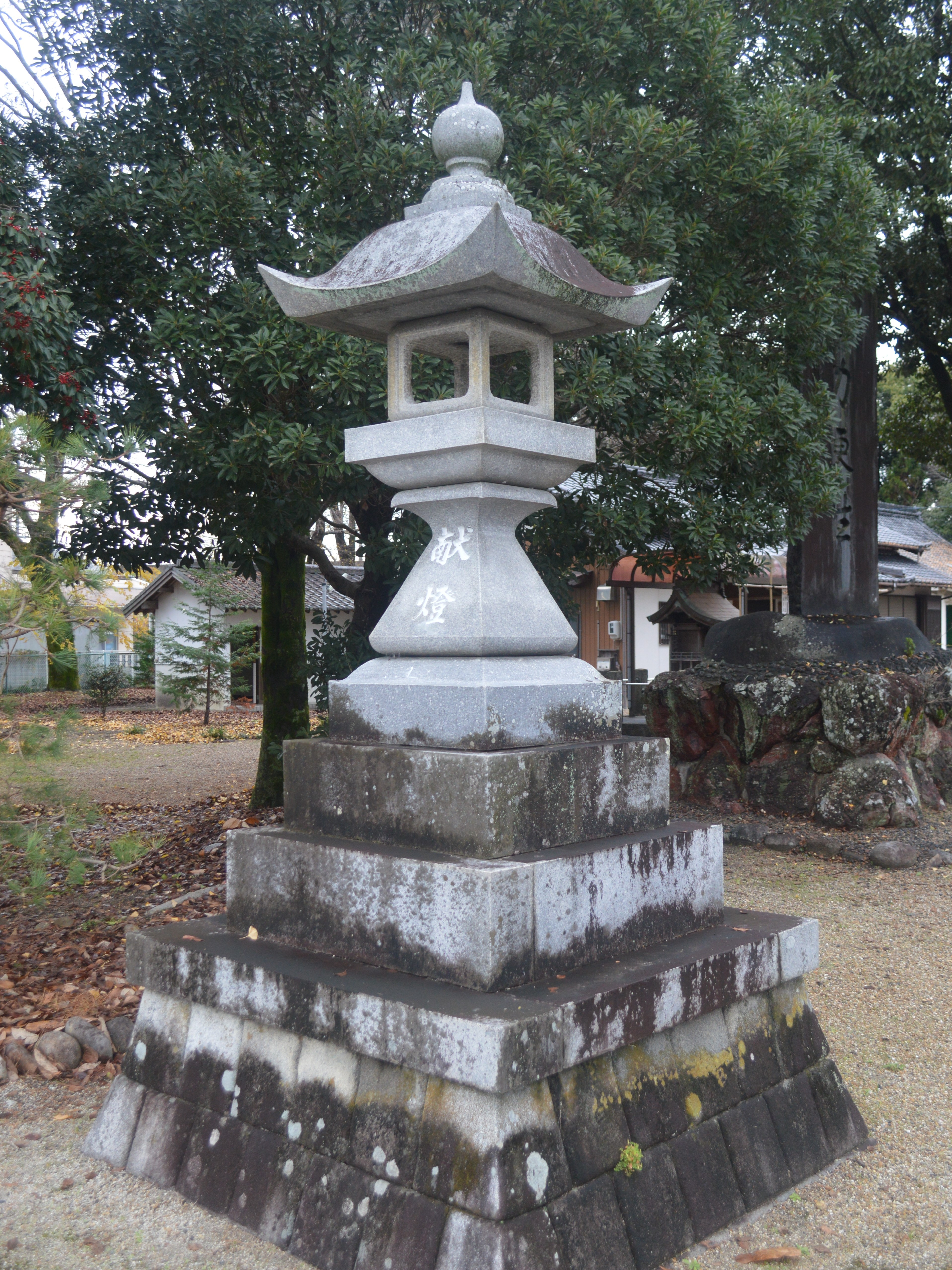
常夜燈
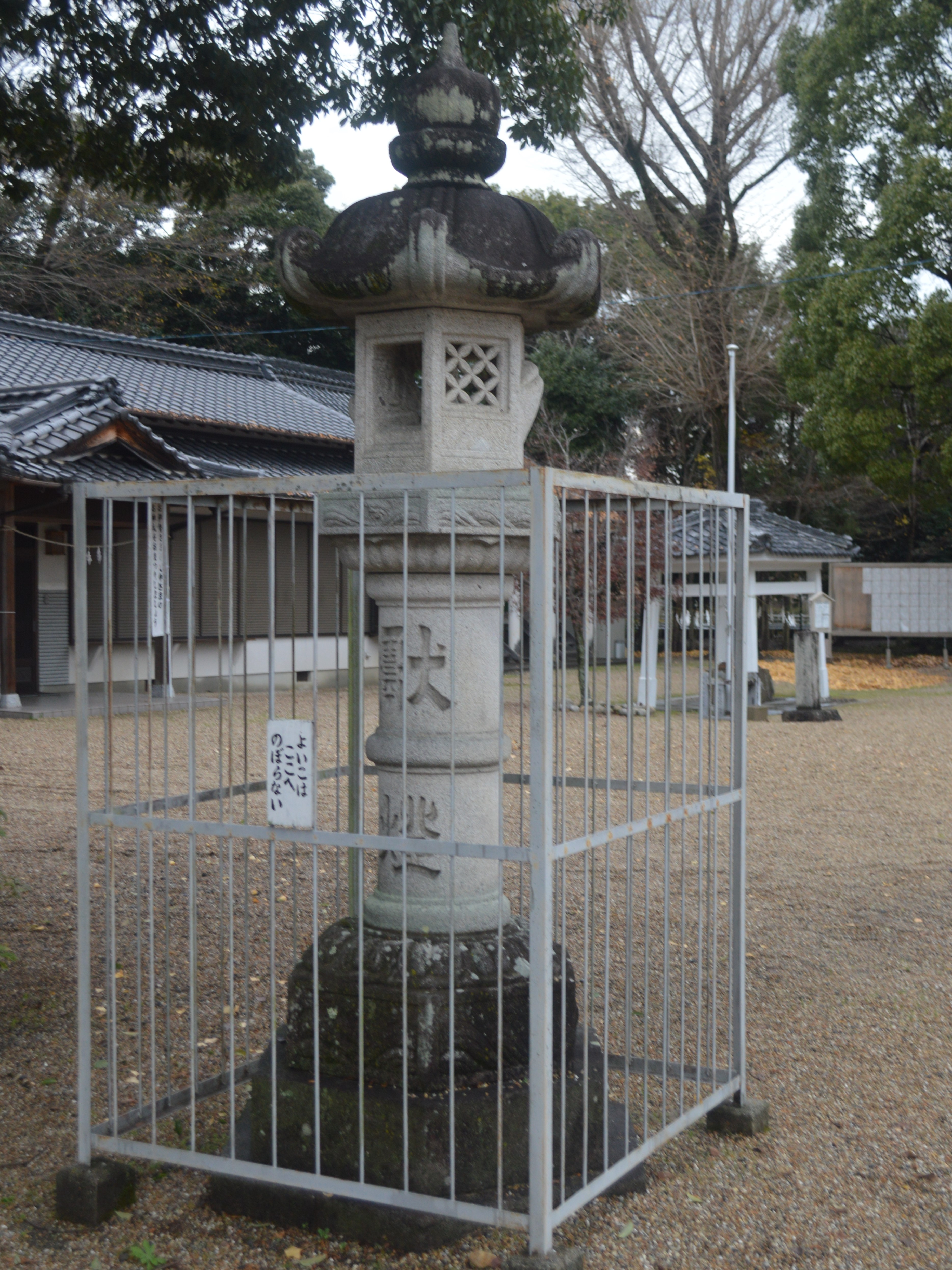
石灯籠

越戸天満宮の寄進物
- 拝殿
- 鳥居
- 常夜燈
- 石灯籠
- 狛犬
- 社号標

胸形神社の寄進物
- 拝殿
- 鳥居
- 石灯籠
- 狛犬
- 六面祈念碑
- 太鼓橋